# Подлапача
Подлапача је насељено мјесто у Лици. Припада општини Удбина, у Личко-сењској жупанији, Република Хрватска.

## Географија
Налази се око 18 км западно од Удбине. Смјештена је на западном дијелу Крбавског поља.

## Историја
У месту "Подлапач" је 1847. године записано 1646 православних Срба. Две деценије потом, 1867. године број им се незнатно увећао, на 1712 душа.
Подлапача се од распада Југославије до августа 1995. године налазила у Републици Српској Крајини. До територијалне реорганизације у Хрватској насеље се налазило у саставу бивше велике општине Кореница.

## Култура
У Подлапачи је сједиште истоимене парохије Српске православне цркве. Парохија Подлапача припада Архијерејском намјесништву личком у саставу Епархије Горњокарловачке. У Подлапачи је постојао српски православни храм Успења Пресвете Богородице, саграђен 1750. године, а срушен у Другом свјетском рату. Парохију сачињавају: Сврачково Село, Пишаћ (Крбава), Толић.

## Становништво
Према попису из 1991. године, насеље Подлапача је имала 205 становника, међу којима је било 199 Хрвата, 4 Срба и 2 остали. Према попису становништва из 2001. године, Подлапача је имала 102 становника. Подлапача је према попису из 2011. године имала 74 становника.
| Демографија | Демографија | Демографија |
| Година      | Становника  | Становника  |
| ----------- | ----------- | ----------- |
| 1948.       | 398         |             |
| 1953.       | 473         |             |
| 1961.       | 466         |             |
| 1971.       | 385         |             |
| 1981.       | 252         |             |
| 1991.       | 205         |             |
| 2001.       | 102         |             |
| 2011.       |             | 74          |

## Попис 1991.
На попису становништва 1991. године, насељено место Подлапача је имало 205 становника, следећег националног састава:
| Попис 1991.‍  | Попис 1991.‍  | Попис 1991.‍ | Попис 1991.‍ | Попис 1991.‍ |
| ------------ | ------------ | ----------- | ----------- | ----------- |
|              |              |             |             |             |
| Хрвати       | Хрвати       |             | 199         | 97,07%      |
| Срби         | Срби         |             | 4           | 1,95%       |
| неопредељени | неопредељени |             | 1           | 0,48%       |
| непознато    | непознато    |             | 1           | 0,48%       |
| укупно: 205  |              |             |             |             |